# Ángelos Pavlakákis
Ángelos Pavlakákis (en grec moderne : Άγγελος Παυλακάκης ; né le 7 novembre 1976 à Xánthi) est un athlète grec spécialiste des épreuves de sprint.
Il se révèle lors des Championnats d'Europe juniors 1995 en se classant troisième du 100 mètres, à six centièmes de seconde du Britannique Dwain Chambers. Deux ans plus tard, à Turku, il devient champion d'Europe espoirs devant le Portugais Carlos Calado, et remporte par ailleurs le titre du 100 m des Jeux méditerranéens se déroulant à Bari, en Italie. En début d'année 1998, Ángelos Pavlakákis s'adjuge la médaille d'or du 60 m plat lors des Championnats d'Europe en salle de 
Valence où il devance avec le temps de 6 s 55 le Britannique Jason Gardener et le Français Stéphane Cali.
Ses records personnels sont de 6 s 54 sur 60 m (établis à quatre reprises entre 1998 et 2000) et 10 s 11 sur 100 m (1997).

## Palmarès
| Date | Compétition                    | Lieu        | Place | Épreuve |
| ---- | ------------------------------ | ----------- | ----- | ------- |
| 1995 | Championnats d'Europe juniors  | Nyiregyhaza | 3e    | 100 m   |
| 1997 | Championnats d'Europe espoirs  | Turku       | 1er   | 100 m   |
| 1997 | Jeux méditerranéens            | Bari        | 1er   | 100 m   |
| 1998 | Championnats d'Europe en salle | Valence     | 1er   | 60 m    |
| 2000 | Championnats d'Europe en salle | Gand        | 3e    | 60 m    |